# Independentismo escocés

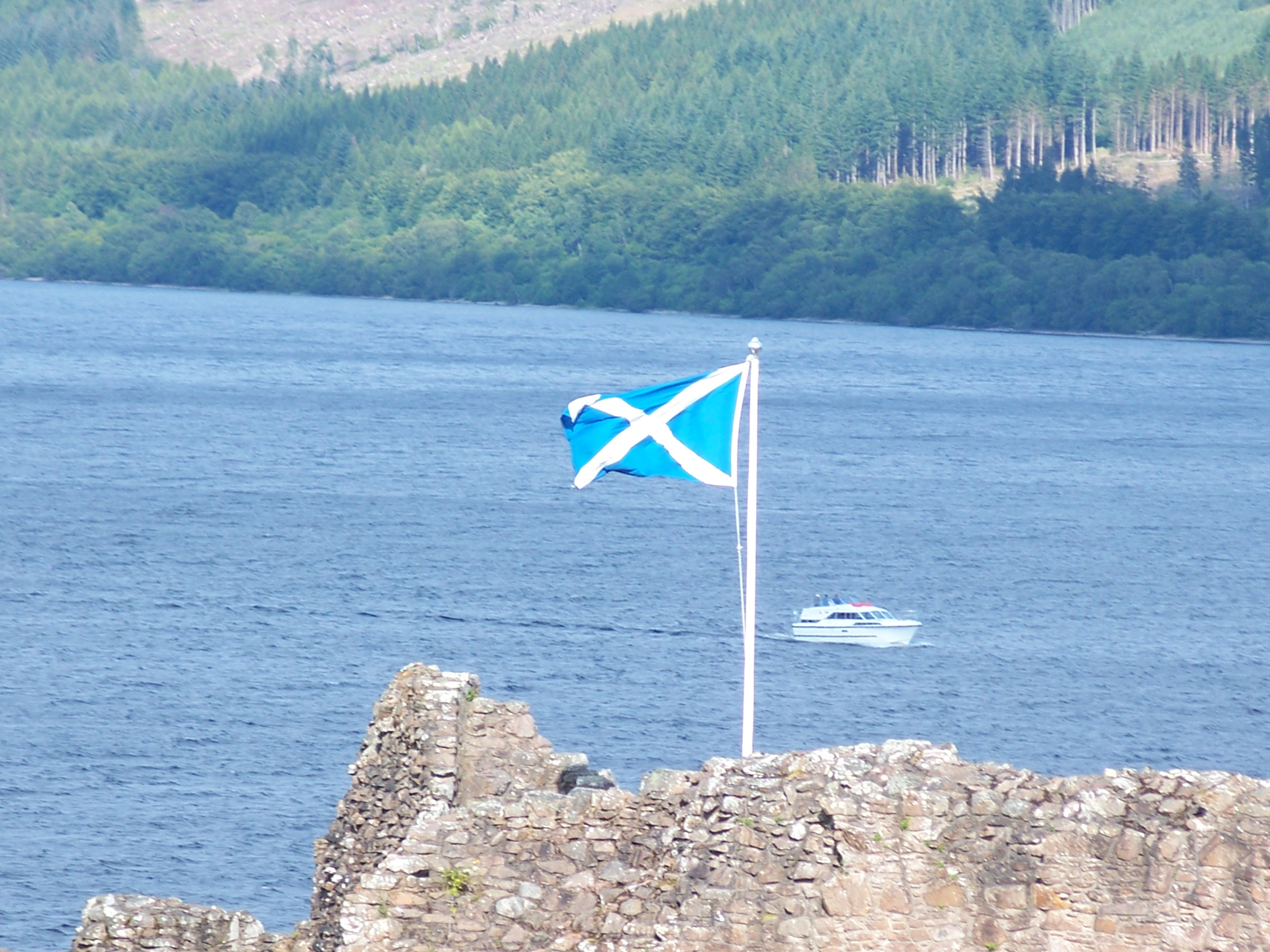
Bandera de Escocia ondeando a orillas del lago Ness.

El independentismo escocés (en idioma inglés: Scottish independence, en idioma escocés: Scots unthirldom y en gaélico escocés: Neo-eisimeileachd na h-Alba) es un movimiento articulado alrededor de varios partidos políticos que aboga por la secesión de Escocia del Reino Unido y su conversión en un estado independiente, tal como fue hasta 1707.

## Ideología

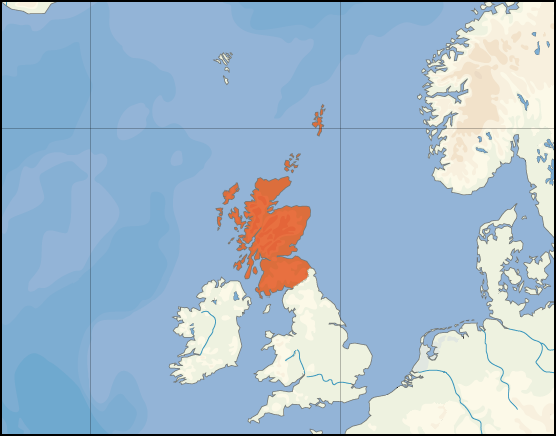
Extensión del antiguo Reino de Escocia.

La demanda por la independencia escocesa se basa en la idea de que Escocia debería independizarse del Reino Unido y volver al estado de independencia perdido en 1707.
El movimiento escocés por la independencia es muy diverso y abarca desde aquellos que quieren un avance gradual hacia la independencia a través de una "devolución" progresiva de autogobierno, a los que desean convertirse inmediatamente en un estado independiente. En 1998 se creó el Parlamento escocés, devolviendo algunos poderes legislativos. Junto con la reinstitución de una legislatura, el establecimiento del ejecutivo escocés trajo unos mayores poderes administrativos. Los independentistas afirman, sin embargo, que el Parlamento escocés y el ejecutivo representan tan solo un estado intermedio en la transición hacia un estado libre escocés.
El movimiento independentista es muy variado y abarca muchos campos de la esfera política. Aunque predominan los republicanos, no es así en el Partido Nacional Escocés (Scottish National Party, SNP). El SNP se presenta como un movimiento variado, que subordina las diferentes opciones ideológicas al principio independentista. En el Parlamento escocés hay muchos pequeños partidos con posiciones políticas variadas pero en los que predomina fuertemente el independentismo. En las elecciones de 2003, la subida del Partido Verde Escocés y del Partido Socialista Escocés llevó al aumento de miembros del Parlamento escocés favorables a la independencia. El Partido Socialista Escocés llevó a cabo protestas republicanas contra el Juramento a la Reina.

## Historia

### Inicios

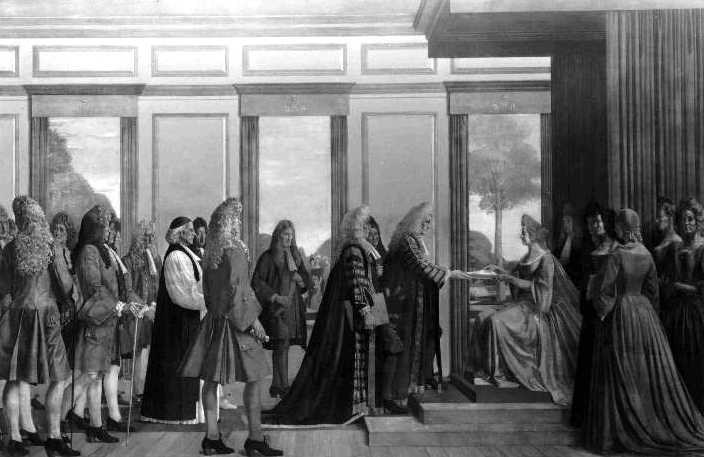
Pintura de Walter Thomas Monnington titulada Unión parlamentaria de Inglaterra y Escocia de 1707, expuesta en el Palacio de Westminster.

La historia de Escocia hasta el año 1072 incluye una serie de conflictos sobre fronteras, y disputas en cuanto a si los gobernantes escoceses, también de origen fundamentalmente normando, eran vasallos del rey de Inglaterra. Durante las Guerras de Independencia Escocesa (1290-1363), diversas invasiones pusieron en manos de los ingleses diversos territorios de Escocia, pero la independencia permaneció.
En 1603 Jacobo VI de Escocia se convirtió en Jacobo I de Inglaterra, pero la unión de las coronas mantuvo los parlamentos separados. Escocia retuvo su gobierno, pero el conflicto entre ambos países se transformó en económico.
Finalmente, los parlamentos escocés e inglés firmaron el Acta de Unión, por la cual ambos fueron disueltos, y todos sus poderes transferidos a un nuevo parlamento en Londres, que se convirtió en el Parlamento de Gran Bretaña. Algunos aspectos significativos como la legislación y la educación permanecieron separados del sistema inglés, y el idioma y la cultura escoceses conservaron cierta fuerza. A pesar de que hubo un nuevo sentimiento de identidad británico llevado con diversos grados de entusiasmo, la identidad nacional escocesa permaneció muy fuerte.
El jacobismo, originariamente basado en la preeminencia de los derechos de los monarcas sobre los del parlamento, se convirtió en un vehículo de disidencia y fue asociado con el nacionalismo escocés (y con el irlandés). Después de que los levantamientos jacobitas fueran finalmente aplastados, el jacobismo se volvió más asociado con la imagen que se podía encontrar en las novelas de Walter Scott, y fue asimilado por la conciencia británica.

### La lucha por el autogobierno
Desde mediados del siglo XIX apareció un movimiento por el autogobierno que buscaba la devolución del control sobre los asuntos escoceses a Escocia, pero el apoyo a la independencia no llegó hasta los años 1920. La demanda de la creación de una Asamblea Escocesa fue iniciada en 1853 por un organismo cercano al Partido Conservador y pronto recibió también el apoyo del Partido Liberal, pero no fue considerado algo prioritario, y cuando la propuesta de autogobierno escocesa fue presentada al Parlamento de Westminster en 1913, su trámite fue interrumpido por la Primera Guerra Mundial. El nuevo Partido Laborista compartió la postura del Partido Liberal respeto al autogobierno, pero tenían otras prioridades y su política cambió en las Elecciones Generales del Reino Unido de 1945. En 1974 la política laborista volvió a apoyar el autogobierno escocés, sujeto a un referéndum.

### El nacionalismo escocés moderno

#### Partidos políticos e inicio
La Liga Nacional Escocesa (Scots National League), formada en 1921, fue un grupo inicialmente establecido en Londres que luchaba por la independencia de Escocia, altamente influenciado por el Sinn Féin irlandés. Creó el periódico Scots Independent en 1926 y en 1928 colaboraron con la Asociación Nacionalista Escocesa de la Universidad de Glasgow (Glasgow University Scottish Nationalist Association) a crear el Partido Nacional de Escocia (National Party of Scotland), favorable a un estado independiente escocés. Uno de los fundadores fue Hugh MacDiarmid, un poeta que había comenzado a promover la literatura escocesa, junto a otros relacionados con el Partido Laborista.
Cooperaron con el Partido Escocés (Scottish Party), una organización autonomista formada en 1932 por antiguos miembros del Partido Conservador, y en 1934 se unieron para formar el Partido Nacional Escocés (Scottish National Party), el cual, aunque inicialmente era autonomista, posteriormente pasó a apoyar la independencia. El partido sufrió un descenso de apoyo en la década de 1930 cuando la palabra nacionalismo comenzó a estar asociado con el del nacionalsocialismo alemán, pero consiguieron su primer diputado una elección parcial en 1945, aunque lo perdieron en las elecciones generales tres meses después.
El Partido Nacionalista Escocés tuvo un notable éxito electoral en la década de 1960, y cuando se encontró petróleo en el Mar del Norte en 1970, pudo contrarrestar los temores acerca de la viabilidad económica de una posible independencia con el lema "Es petróleo de Escocia". Argumentaron que los beneficios de dicho petróleo, recaudados por la hacienda británica, habían beneficiado poco a Escocia, en comparación con otras partes del Reino Unido (como Inglaterra).

#### El renacimiento de la década de 1970
En las elecciones generales del Reino Unido de febrero de 1974, los votantes escoceses eligieron siete miembros del Partido Nacionalista Escocés, que aumentaron a once en las elecciones de octubre de 1974. Esto dio poder al movimiento independentista con propuestas más avanzadas en la Cámara de los Comunes donde el Partido Laborista formó un gobierno minoritario con el apoyo del Partido Liberal. Como habían prometido, los laboristas hicieron propuestas para un Parlamento Escocés con una asamblea escocesa semiautónoma con poderes para controlar algunos aspectos de política interna. Para ello se promulgó la Ley de Escocia de 1978.
Pero mientras que la medida tenía el apoyo del Partido Laborista Escocés, algunos miembros (mayoritariamente ingleses) se opusieron a un cambio constitucional sin un mandato claro y el Parlamento decidió celebrar un referéndum, requiriendo un 40 % o más del electorado a favor en vez de requerir una mayoría simple de los votos emitidos. Efectuado el referéndum el 1 de marzo de 1979, un 33 % votó a favor y un 31 % en contra, con una abstención del 36 %, por lo que la propuesta no vio la luz. Los progresos del independentismo se vieron frenados cuando el Partido Nacional Escocés apoyó una moción de censura contra el gobierno y forzó unas elecciones generales en 1979 que dieron la victoria a la gran adversaria de la independencia, Margaret Thatcher.

#### Devolución

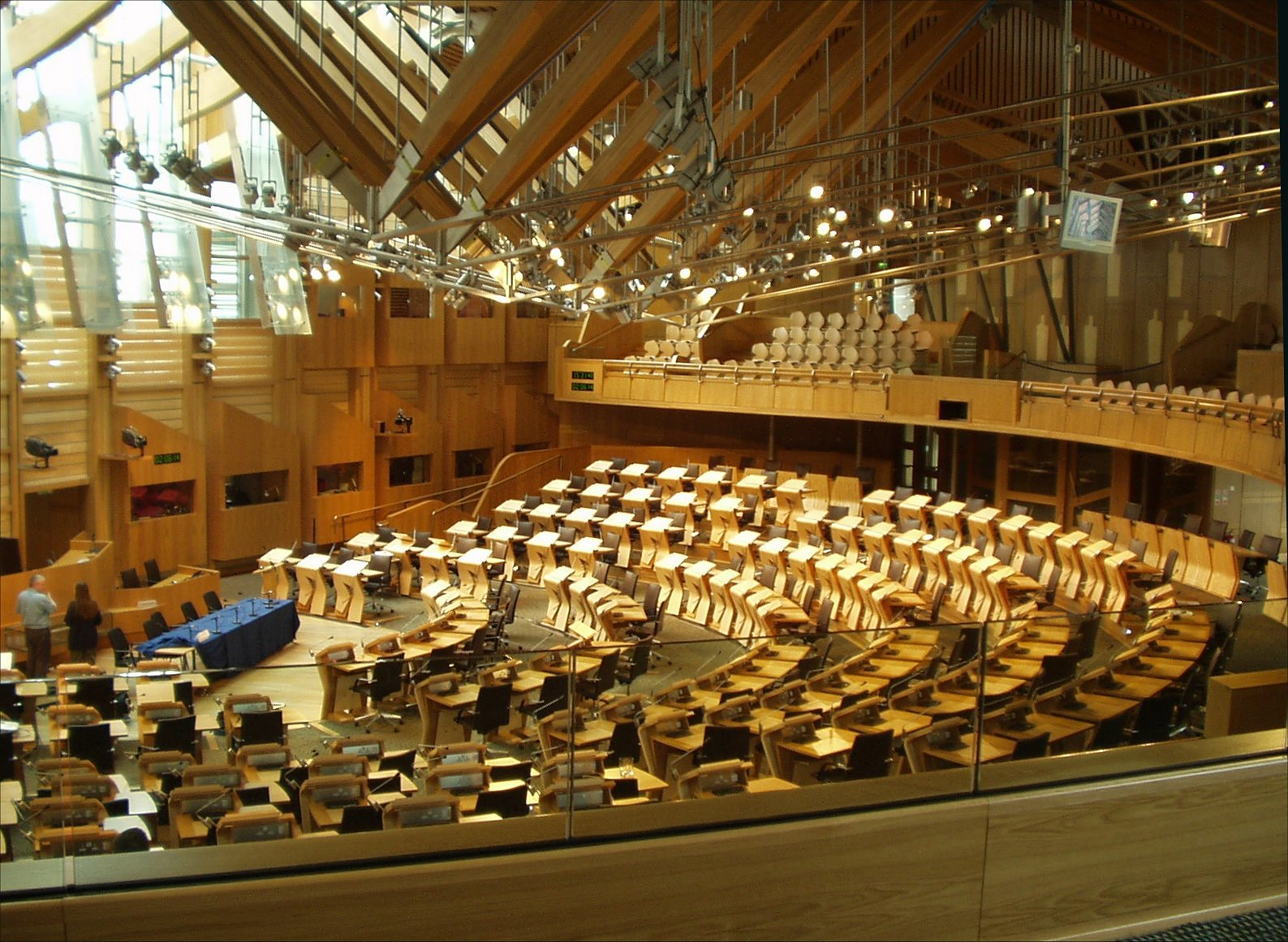
Hemiciclo del Parlamento escocés.

Los partidarios de la independencia escocesa continuaban teniendo opiniones contrapuestas sobre la autonomía, un movimiento que incluía a muchos partidarios de continuar con la unión, si bien en un marco de descentralización dentro del Reino Unido. Dentro del campo independentista, algunos vieron al autonomismo como un paso hacia la independencia, mientras que otros deseaban llegar inmediatamente a la separación.
En los años de gobierno conservador tuvo lugar la Campaña por una Asamblea Escocesa, que desembocó en la convocatoria en 1989 de la Convención Constitucional Escocesa, la cual consiguió cierto consenso en torno a unas bases creadas por varios partidos para la devolución de poder político a Escocia, a pesar de que el Partido Conservador rechazó cooperar y el Partido Nacional Escocés se retiró del debate cuando se vio claro que la convención no estaba dispuesta a negociar la independencia de Escocia como una opción constitucional.
El Partido Laborista ganó en 1997 las elecciones generales y Donald Dewar, como Secretario de Estado para Escocia ejecutó las promesas de su partido en torno a la creación de un Parlamento escocés, convocando un referéndum el 11 de septiembre de dicho año, en el que un 75 % de los votantes se pronunció a favor de la devolución de poderes. Al año siguiente, el Parlamento entonces aprobó la Ley de Escocia de 1998 para crear un Parlamento escocés elegido directamente por los escoceses con poderes sobre la mayoría de las políticas regionales.
En mayo de 1999, Escocia tuvo sus primeras elecciones para el Parlamento devuelto y en julio el Parlamento escocés celebró su primera sesión, por vez primera desde que el Parlamento previo había sido disuelto en 1707. El Parlamento escocés tenía ciento treinta y nueve miembros elegidos por un sistema de representación proporcional. Donald Dewar se convirtió en el primer Ministro Principal de Escocia, con el gobierno de coalición entre el Partido Laborista Escocés y el Partido Liberal Demócrata, mientras que el Partido Nacional Escocés se convirtió en el primer partido de la oposición. Sin embargo, aunque los escoceses consiguieron la devolución y consiguieron competencias sobre la mayoría de sus asuntos, los nacionalistas continuaron reclamando la independencia total.
Con la aprobación de todos los partidos, la canción de letra igualitaria de Robert Burns «A Man's A Man for A' That» fue cantada por la activista Sheena Wellington en la inauguración del Parlamento escocés. Esta canción fue adoptada como el himno no oficial moderno del movimiento independentista escocés. De manera similar, la inauguración de la reina Isabel II del nuevo edificio del Parlamento escocés fue acompañada de la canción de Aaron Copland Fanfare for the Common Man.
El 18 de septiembre de 2014 hubo otro referéndum, para decidir si Escocia debía ser un país independiente del Reino Unido. Tras un acuerdo entre el Parlamento escocés y el Parlamento británico, la pregunta formal de este referéndum fue: ¿Debería Escocia ser un país independiente? Sí o No.
Tras el referéndum triunfó el "NO" a la independencia con un 55,3 % del electorado, contándose una participación extraordinaria del 84,59 %.

## Independencia en Europa

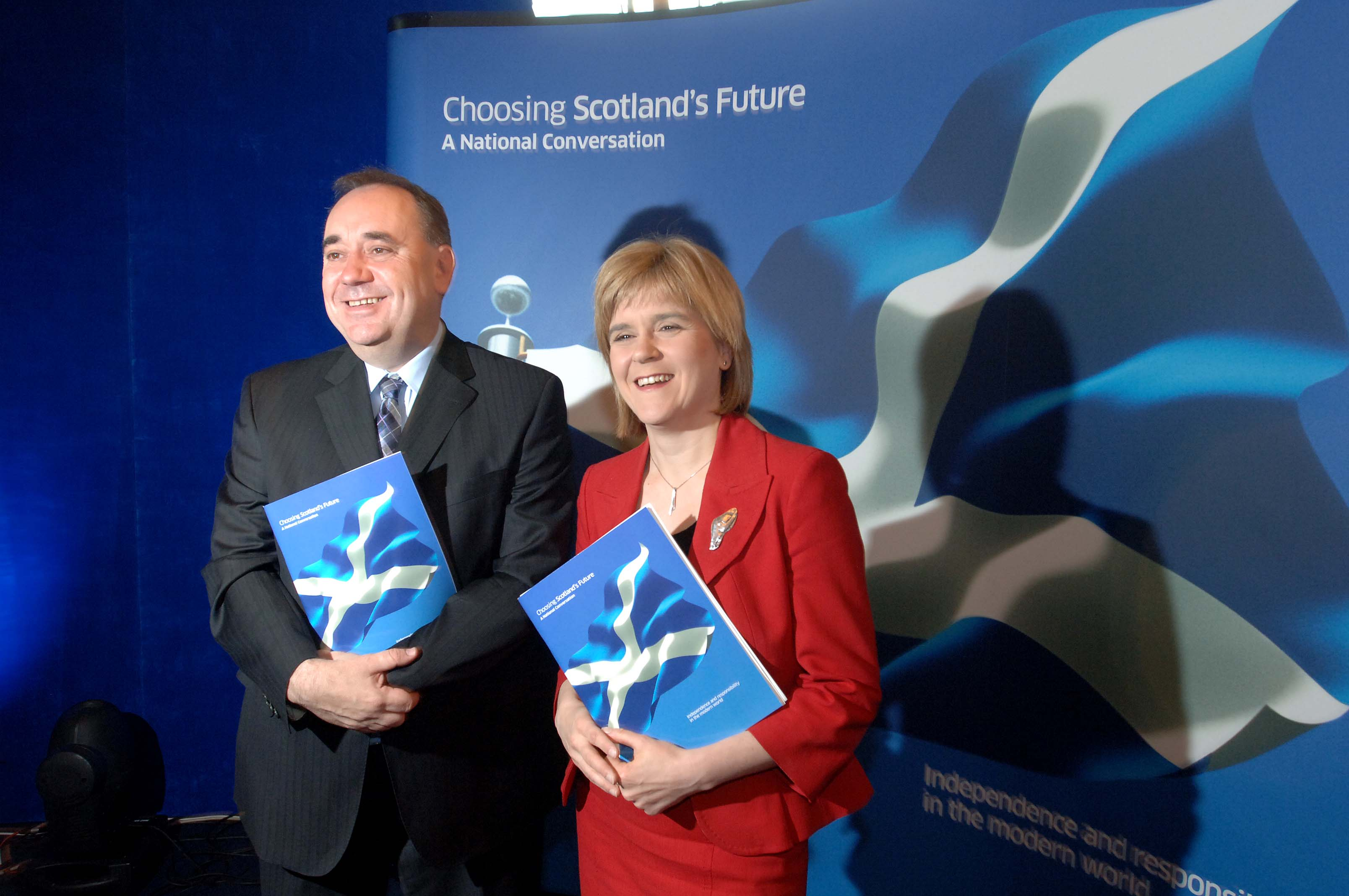
El primer ministro escocés Alex Salmond y la vice primera ministra Nicola Sturgeon durante el anuncio del plan de referendo para Escocia, en 2007.

En principio la independencia no es algo contemplado en los tratados de la Unión Europea y representantes de la Comisión Europea han afirmado que cuando una parte de un Estado miembro se independiza pero desea permanecer en la UE, esta tendría que volver a solicitar su ingreso para unirse como si se tratara de un nuevo país incorporándose desde el principio (por lo que el Estado del que proviene podría votar en contra de su adhesión). Sin embargo otros analistas legales opinan que los Estados resultantes de la secesión o disolución de un Estado miembro podrían continuar siendo Estados miembros de la Unión Europea. Actualmente existe una Iniciativa Ciudadana Europea que solicita a la Unión Europea legislar al respecto.
Uno de los temores de muchos escoceses no convencidos por los argumentos independentistas es que una Escocia independiente sería económica y políticamente débil. En respuesta a esto, los independentistas citan asiduamente el éxito de otros pequeños países del norte de Europa como Irlanda, Noruega, Dinamarca, Islandia, Suecia, Finlandia o los Países Bajos. Con la llegada del nuevo milenio, el Partido Nacional Escocés (abandonando su posición anterior contraria a la integración europea) ha empleado el eslogan "Independencia en Europa" sugiriendo que la Unión Europea es el entorno ideal para el florecimiento de los pequeños estados.

## Partidos políticos
Apoyan la independencia de Escocia el Partido Nacional Escocés, Solidaridad, el Partido Verde Escocés (Scottish Green Party) y el Partido Socialista Escocés (Scottish Socialist Party). El número de escaños en el Parlamento escocés favorables a la independencia es de 71 sobre 129, más de la mitad del total. Las secciones de los tres grandes partidos "lealistas" británicos (Laborista, Conservador y Liberal) reúnen en total 57 escaños.
Existen también varios pequeños partidos independentistas, creados recientemente, que no tienen representación parlamentaria. En febrero de 2021 el exministro principal Alex Salmond fundó el Alba Party con vistas a las elecciones de mayo de 2021.

## Oposición a la independencia
El término "unionista" no se emplea frecuentemente en el debate político escocés, en parte porque sugiere paralelismos con la situación de Irlanda del Norte. Sin embargo, existe un fuerte cuerpo de opinión opuesto a la independencia y a favor de la continuación de la unión con Inglaterra, Gales e Irlanda del Norte. No se trata de un movimiento homogéneo, sino que representa un consenso favorable al Reino Unido presente en todas las ramas escocesas de partidos políticos británicos basados en Londres, que reúnen alrededor del 55-56 % del electorado. Es un movimiento que se extiende desde los que apoyan un Reino Unido como estado unitario gobernado desde Westminster, a los que apoyan diversos grados de transferencia de competencias de Londres a Escocia.
Los argumentos económicos a favor y en contra de la independencia son complejos y discutidos. Algunos de los opuestos a la independencia arguyen que Escocia es económicamente más fuerte dentro del Reino Unido, ya que un país de cinco millones de personas (Escocia) nunca sería tan fuerte económica, militar o políticamente como un país de 63 millones (Reino Unido), suponiendo que ambos países son igualmente bien gestionados. Otros afirman que, como parte de un estado británico unitario, los escoceses tienen más influencia en asuntos internacionales: una Escocia independiente no tendría asiento permanente en el Consejo de Seguridad de la ONU, ni en el G-7, por ejemplo.